# Затовканюк Сильвестр
Затовканюк Сильвестр (псевдо: «Пташка») (* 1915, с. Полонка, Луцький район, Волинська область — † 25 лютого 1944, Підвисоке, Дубенський район) — командир ВО «Заграва» (весна 1943 — 08.1943).

## Біографія
Народився 1915 року в селі Полонка (тепер Луцький район, Волинська область).
Закінчив школу в рідному селі.
З 1935 року член ОУН, з 1937 перебуває у підпіллі на Волині через переслідування польською поліцією. Арештований гестапо і ув'язнений з вересня 1941 до серпня 1942 року. Втік із тюрми у Берліні та повернувся на Волинь.
З весни 1943 в УПА. Саме в цей період, в зв'язку з охопленням дією УПА всього терену Волині й Полісся, Головне Командування УПА організаційно поділило Північно-Західні Українські Землі (ПЗУЗ) на три Воєнні Округи (ВО), в яких пости командирів обняли: ВО «Турів» — командир «Рудий», ВО «Заграва» — командир «Пташка» (Сильвестер Затовканюк), ВО «Богун»(ВО «Волинь-Південь») — командир «Береза».
8 червня 1943 бійці ВО «Заграва», під командуванням Затовканюка, мали збройне зіткнення з радянськими партизанами.
З вересня 1943 ВО «Турів» і ВО «Заграва» було злучено в одну оперативну групу «Лісова Пісня». Її командиром став сотник «Дубовий» (Литвинчук Іван), заступником з адміністративних справ к-р «Юрко», заступником зі справ військових к-р «Штаєр» (Корінець Дмитро), а Сильвестр Затовканюк-«Пташка» став комендантом запілля (тилової служби) військової округи «Турів».

## Загибель
На початок 1944 року до території, де діяла УПА, наблизився фронт.
Станом на кінець лютого 1944 лінія радянсько-німецького фронту проходила по рубежу Рівне — Луцьк — Шепетівка (11.02) — Корсунь (14.02) — Нікополь (8.02) — Кривий Ріг (24.02). Німецькі заклади були евакуйовані із Рівного і Луцька 10-11 січня 1944 року, а радянські війська зайняли: Рівне — 3 лютого і Луцьк — 2 лютого  1944 року.
Зважаючи на ситуацію, командуванням УПА було прийнято рішення про передислокацію військових сил повстанців на територію, вже зайняту радянськими військами.
Сильвестр Затовканюк загинув 25 лютого 1944 у бою з німцями, під час збройного прориву лінії фронту. Після його загибелі знову було розділено дві військові округи, командиром ВО «Заграва» став сотник «Дубовий».

## Нагороди
- Згідно з Постановою УГВР від 8.10.1945 р. і Наказом Головного військового штабу УПА ч. 4/45 від 11.10.1945 р. командант запілля ВО «Богун» Сильвестр Затовканюк – «Пташка» нагороджений Золотим хрестом заслуги УПА.

## Вшанування пам'яті
- 1.12.2017 р. від імені Координаційної ради з вшанування пам’яті нагороджених Лицарів ОУН і УПА у м. Луцьку Золотий хрест заслуги УПА  (№ 011) переданий на зберігання у Волинський краєзнавчий музей.